# Boże Narodzenie (obraz Petrusa Christusa)
Narodzenie – obraz olejny flamandzkiego malarza Petrusa Christusa.

## Opis
Tematem obrazu jest narodzenie Jezusa w stajence. Wokół Dzieciątka stoją Matka Boża ze św. Józefem i czterech aniołów. Wszystkie postacie pogrążone są w kontemplacji, co przywodzi na myśl późniejszą śmierć Chrystusa na krzyżu. Za częściowo zburzoną ścianą stoją rozmawiający ze sobą pasterze.
Rozgrywana scena została umieszczona przez malarza wewnątrz rzeźbionego łuku. Po obu stronach łuku widoczne są rzeźbione wizerunki Adama i Ewy zasłaniających intymne miejsca. Widoczne nad nimi płaskorzeźby przedstawiają sześć scen z Księgi Rodzaju, od wygnania z Raju do odprawienia Kaina po jego morderstwie dokonanym na bracie Ablu. Dwie kolumny dźwigane są przez dwie postacie, nawiązujące do mitycznych Atlasów. Tak przedstawiona metafora mówi o grzechu pierworodnym, który popełnili pierwsi ludzie, o konsekwencji czynu dźwiganego na barkach przez kolejne pokolenia. Narodziny Chrystusa oznaczają koniec jarzma i zawarcie Nowego Przymierza przez śmierć na krzyżu. Na późniejsze wydarzenia na Golgocie ma wskazywać krajobraz miasta widoczny w głębi, przedstawiający Jerozolimę.

Józef został namalowany boso, jego sandały widoczne są przed nim. Ten szczegół ma nawiązywać do przykazania danego Mojżeszowi przez Boga: 

Rzekł mu [Bóg]:"Nie zbliżaj się tu! Zdejm sandały z nóg, gdyż miejsce na którym stoisz jest święte” (Wj 3:5)